# Richard Dinnis
Richard Dinnis (Clitheroe, 11 dicembre 1942) è un allenatore di calcio inglese.

## Caratteristiche tecniche
Era un difensore centrale.

## Carriera

### Giocatore
Ha giocato per alcuni anni a livello semiprofessionistico, vestendo tra le altre le maglie di Bishop Auckland e Great Harwood.

### Allenatore
Dal 1970 al 1975 ha allenato le riserve del Blackburn, con un intermezzo di 6 partite (4 nella seconda divisione inglese e 2 in FA Cup) in cui è stato allenatore ad interim della prima squadra, con cui ha ottenuto 3 vittorie e 3 sconfitte (2 vittorie e 2 sconfitte in campionato, una vittoria ed una sconfitta in FA Cup). Nell'estate del 1975 ha lasciato il club per diventare vice allenatore di Gordon Lee (che nel 1974 l'aveva sostituito alla guida del Blackburn) al Newcastle Utd, in prima divisione. All'inizio del 1977, dopo 18 mesi dal suo arrivo alle Magpies, Lee viene esonerato e Dinnis ne prende il posto: sotto la sua guida tecnica la squadra inanella una serie di risultati positivi che la portano a lottare per la vittoria del campionato, che sfuma però nel finale di stagione, estremamente negativo (4 sconfitte nelle ultime 5 giornate), che comunque consente al club di conquistare un quinto posto in classifica con conseguente qualificazione alla Coppa UEFA 1977-1978 (si trattava del miglior piazzamento dei bianconeri negli ultimi 25 anni e del ritorno alle competizioni continentali a 7 anni di distanza dall'ultima qualificazione). Complici questi risultati nell'estate del 1977 Dinnis firma un nuovo contratto biennale con le Magpies. L'inizio della nuova stagione, se si esclude una vittoria per 3-2 ai danni del Leeds Utd, è tuttavia fortemente negativo, con 4 sconfitte consecutive che lasciano il club all'ultimo posto solitario in classifica dopo 5 giornate. Anche in Coppa UEFA, pur eliminando gli irlandesi del Bohemians (su cui il Newcastle era considerato favorito), pareggia per 0-0 la partita di andata in trasferta (salvo poi vincere per 4-0 il ritorno). Successivamente seguono altre due sconfitte consecutive in campionato ed una sconfitta in Coppa UEFA contro i francesi del Bastia (che poi oltre ad eliminare il Newcastle arriveranno in finale nella competizione), che portano Dinnis a dimettersi dall'incarico il 9 novembre 1977.
Nel 1978 Dinnis lascia l'Inghilterra per andare negli Stati Uniti ad allenare i Philadelphia Fury nella NASL: viene però esonerato a metà stagione in favore di Alan Ball, tornando tuttavia nel medesimo campionato anche nel 1979 (dopo un intermezzo come vice allenatore di John Pickering al Blackburn) come vice di Tony Waiters ai Vancouver Whitecaps, con cui vince il campionato. Nel 1982 è per un periodo vice di Roy Hodgson al Bristol City, e poi sempre nello stesso anno torna ai Vancouver Whitecaps come vice, ruolo che nella stagione 1982-1983 ricopre invece per il Middlesbrough. Successivamente trascorre la stagione 1984-1985 allenando nelle giovanili dell'Al-Ittihad, club della prima divisione saudita; torna quindi in patria per lavorare come vice all'Accrington Stanley. Nella stagione 1992-1993 ha poi allenato i semiprofessionisti del Barrow.